# EUJUST LEX
EUJUST LEX (Missió integrada de l'Estat de Dret de la Unió Europea per a l'Iraq) és una missió de la Unió Europea per donar suport i formar jutges, funcionaris de presons i altres treballadors del sector de la justícia a Iraq, per millorar l'estat de dret i la protecció dels drets humans.
EUJUST LEX forma part de la Política comuna de seguretat i defensa de la Unió Europea. La missió té al voltant de 50-60 empleats, amb membres de diferents estats de la UE (i no de la UE). Es divideix en tres equips principals: tribunals de suport, policia i presons, respectivament.

## Història

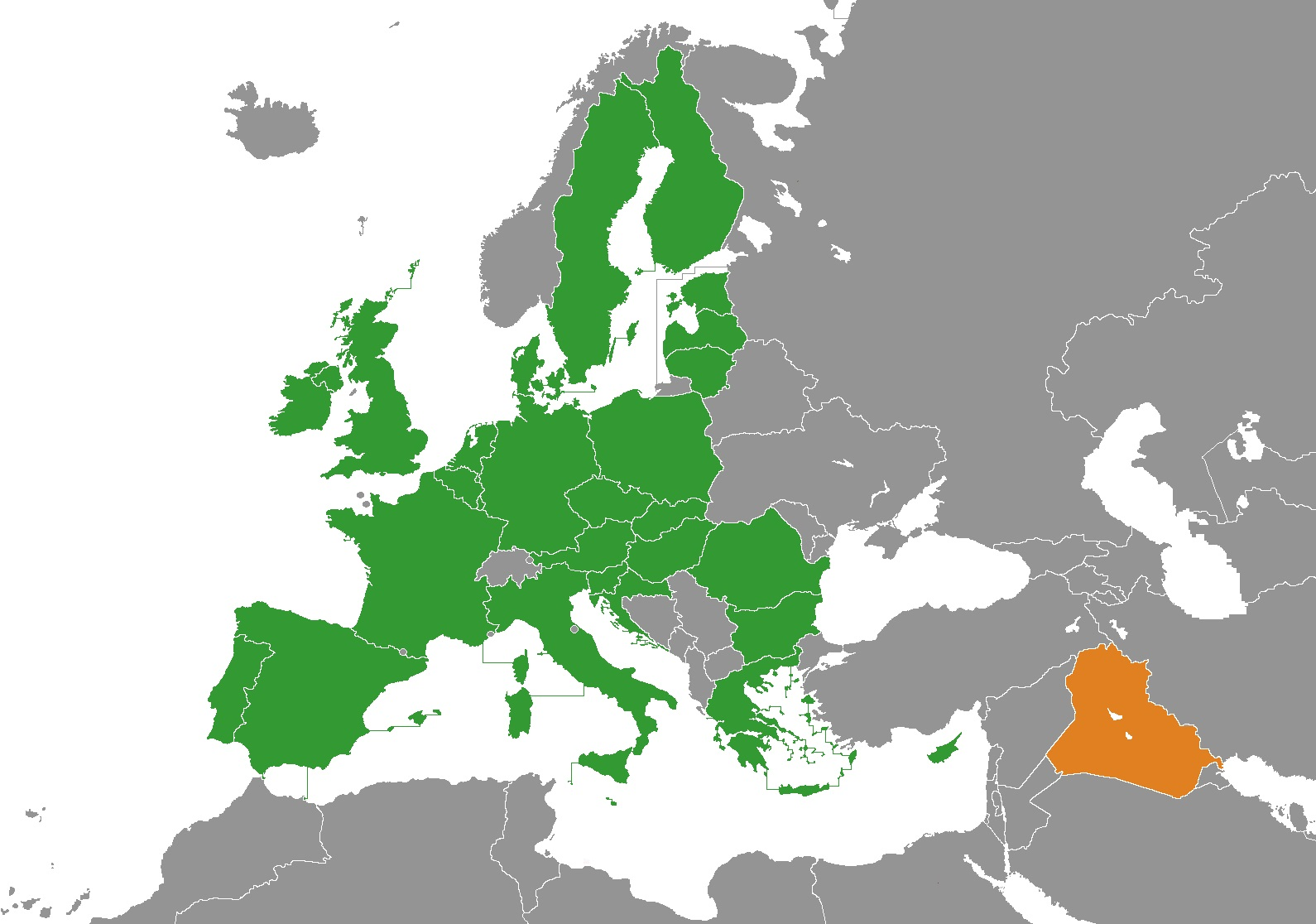
Països de la UE i Iraq

El suport per l'estat de dret va ser sol·licitat per Ibrahim al-Jaafari, que era el president del govern interí de l'Iraq. EUJUST LEX va ser creada per la decisió 6328/05 del Consell de la Unió Europea; va començar a operar al juliol de 2005, amb Stephen White com a cap de missió. El mandat s'ha ampliat repetidament; l'extensió més recent, aprovada el juny de 2012 per una reunió de 27 ambaixadors de la UE, va continuar fins al 31 de desembre de 2013. Al principi tenia la seva seu a Brussel·les, per raons de seguretat, amb una petita oficina d'enllaç a l'ambaixada britànica a Bagdad; però es va traslladar a Bagdad a començament de 2011. També té oficines a Erbil i Basra.
En 2012 EUJUST LEX havia preparat uns 5.000 funcionaris iraquians i la despesa total de la missió era d'uns €118 milions.